# 中华人民共和国环境污染
中华人民共和国环境污染，介绍中华人民共和国建国以来生态环境污染与治理的概况。
中國自2018年1月1日起禁止進口24種固體廢物，包括塑料和紙製品垃圾；自2021年1月1日起，全面禁止固體廢物進口。

## 环境问题

### 空氣污染与治理

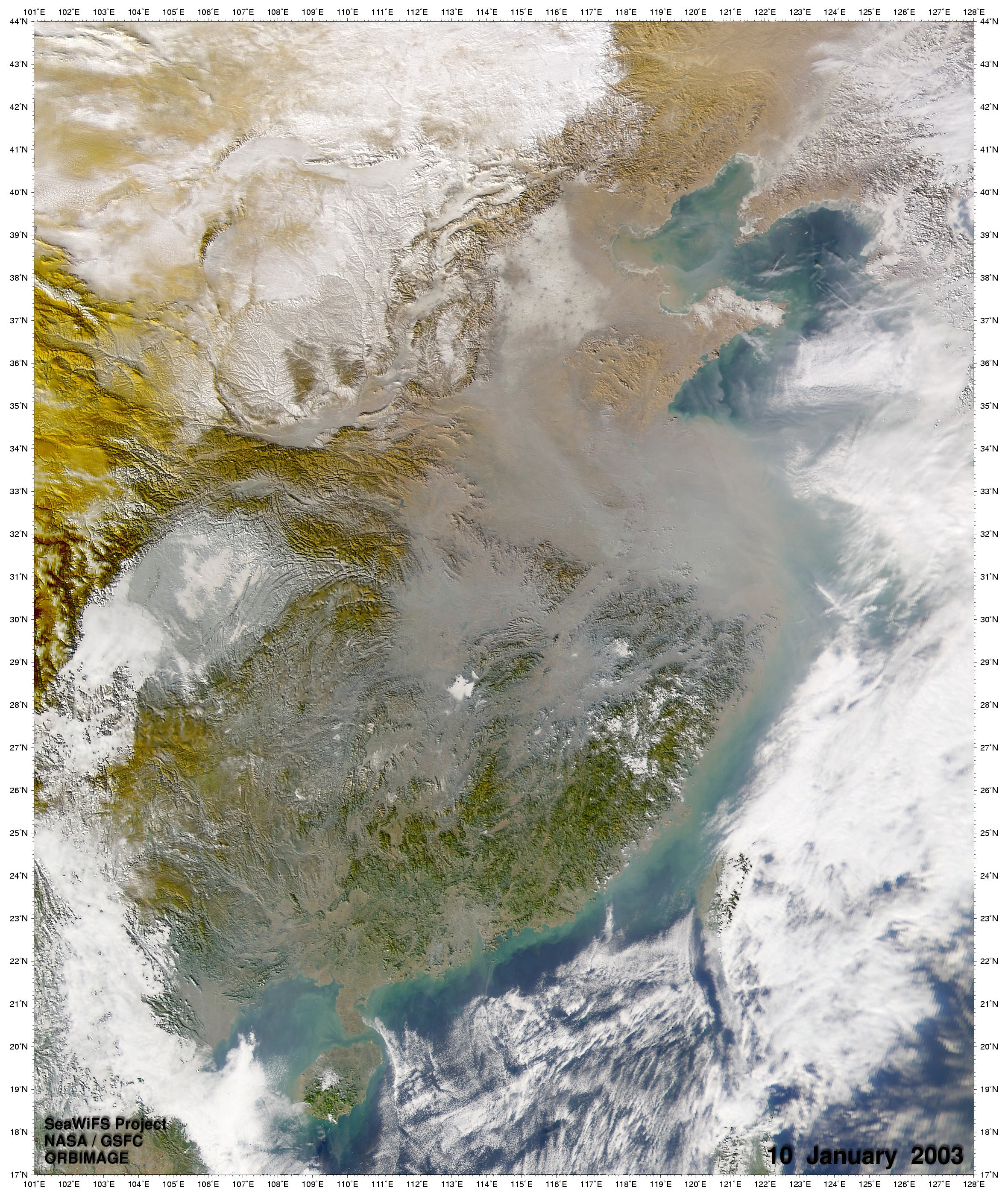
2003年，沙尘暴与灰霾侵袭下，中国东部的卫星云图。

2005年，世界银行资料表明，世界上污染最严重30城市里有20个中国城市。2005年，国家环境保护总局估計，每年因空气污染死亡的人数达35.8万人。2006年，据世界卫生组织（WHO）的一份报告，世界上污染最严重20城市里包括有16个中国城市。
2012年12月，根据绿色和平组织和北京大学公共卫生学院发表的报告，煤炭行业造成的空气污染最高，占19%，其次才是车辆尾气排放（6%）。2013年1月，细小的空气微粒带来最大的健康风险，北京的指数高达每立方米993微克，远超世界卫生组织不得高于25微克的水平。截至2013年，碗状地形的北京有着显著的工业，燃烧煤炭的逆温带来极端恶劣的空气污染。
为了应对日益严重的空气污染问题，中国政府宣布了一项为期五年，耗资2770亿美元的解决计划。北方地区受到特别的关注，因为政府的目标是2017年污染特别严重地区的空气污染物排放水平比2012年减少25%。
2013年，国务院通过全国大气污染防治行动计划，设定PM2.5控制目标，并投入3.7万亿元防治大气和水污染。中国各省份陆续出台大气污染防治计划。
2014年初，中国环保部表示，在中国中部和东部地区省份出现灰霾，灰霾影响面积约为143万平方公里，重霾面积约为81万平方公里，20个城市发生了重度及以上污染，污染呈加重趋势。2014年世界衛生組織發佈的2014年世界癌癥報告寫到：中國新增癌癥病例占全球總數的21.8%（307萬），癌癥死亡人數占世界總數的26.9%（220萬）；罹患率和死亡率均居首位。
到2015年6月，世界经济论坛的一篇文章中列举了世界上污染最严重的20个城市，没有中国城市入围。
2017年底，地方政府基本完成京津冀煤改气，与在其它地区的推动煤改气、煤改电一样，主要是为降低燃煤带来的空气污染。但此类替代政策一开始就在能效、经济效益等方面受到质疑。但天然气、电力产能不足也曾引发北方部分地区热源紧张。
随着中华人民共和国政府空气污染治理工作的推进，全国的空气质量整体上改善，其中大城市的空气质量改善速度明显，监管相对缺失的欠发达地区空气质量改善速度相对迟缓。但即便如此，中国中东部地区眾多城市的PM2.5浓度仍未达到中华人民共和国空气质量标准和世界卫生组织空气质量准则值。
| 排名 | 城市                       | PM2.5年均浓度（μg/m³） |
| ---- | -------------------------- | ---------------------- |
| 1    | 河北省邢台市               | 155.2                  |
| 2    | 河北省石家庄市             | 148.5                  |
| 3    | 河北省保定市               | 127.9                  |
| 4    | 山东省济南市               | 114.0                  |
| 5    | 陕西省西安市               | 104.2                  |
| 6    | 河南省郑州市               | 102.4                  |
| 7    | 天津市                     | 95.6                   |
| 8    | 北京市                     | 89.5                   |
| 9    | 湖北省武汉市               | 88.7                   |
| 10   | 四川省成都市               | 86.3                   |
| 11   | 新疆维吾尔自治区乌鲁木齐市 | 85.2                   |
| 12   | 安徽省合肥市               | 84.9                   |
| 13   | 湖南省长沙市               | 79.1                   |
| 14   | 黑龙江省哈尔滨市           | 75.7                   |
| 15   | 江苏省南京市               | 75.3                   |
| 16   | 山西省太原市               | 74.2                   |
| 17   | 辽宁省沈阳市               | 72.7                   |
| 18   | 吉林省长春市               | 69.2                   |
| 19   | 江西省南昌市               | 69.1                   |
| 20   | 甘肃省兰州市               | 67.1                   |
| 21   | 浙江省杭州市               | 66                     |
| 21   | 广西壮族自治区桂林市       | 66                     |
| 23   | 重庆市                     | 63.9                   |
| 24   | 青海省西宁市               | 63.2                   |
| 25   | 山东省青岛市               | 61.7                   |
| 26   | 上海市                     | 60.7                   |
| 27   | 内蒙古自治区呼和浩特市     | 59.1                   |
| 28   | 广西壮族自治区南宁市       | 54.7                   |
| 29   | 广东省广州市               | 52.2                   |
| 30   | 辽宁省大连市               | 50.7                   |
| 31   | 贵州省贵阳市               | 49.4                   |
| 32   | 宁夏回族自治区银川市       | 43.7                   |
| 33   | 广东省深圳市               | 39.7                   |
| 34   | 云南省昆明市               | 35.5                   |
| -    | 中华人民共和国国家二级标准 | 35                     |
| 35   | 福建省福州市               | 33.2                   |
| 36   | 浙江省舟山市               | 32.1                   |
| 37   | 福建省厦门市               | 31.3                   |
| 38   | 西藏自治区拉萨市           | 26.0                   |
| 39   | 海南省海口市               | 25.6                   |
| -    | 中华人民共和国国家一级标准 | 15                     |
| -    | 世界卫生组织空气质量准则值 | 10                     |

| 排名 | 城市                       | PM2.5年均浓度（μg/m³） |
| ---- | -------------------------- | ---------------------- |
| 1    | 新疆维吾尔自治区和田地区   | 110                    |
| 2    | 河南省安阳市               | 71                     |
| 3    | 河北省邢台市               | 65                     |
| 3    | 新疆维吾尔自治区五家渠     | 65                     |
| 5    | 河北省石家庄市             | 63                     |
| 6    | 陕西省西安市               | 58                     |
| 6    | 河南省郑州市               | 58                     |
| 8    | 江苏省徐州市               | 57                     |
| 9    | 山东省济南市               | 53                     |
| 10   | 天津市                     | 51                     |
| 11   | 新疆维吾尔自治区乌鲁木齐市 | 50                     |
| 12   | 湖南省长沙市               | 47                     |
| 12   | 安徽省合肥市               | 47                     |
| 14   | 湖北省武汉市               | 45.3333                |
| 15   | 四川省成都市               | 43                     |
| 16   | 北京市                     | 42                     |
| 17   | 江苏省南京市               | 40                     |
| 18   | 吉林省长春市               | 38                     |
| 18   | 浙江省杭州市               | 38                     |
| 18   | 重庆市                     | 38                     |
| 21   | 山东省青岛市               | 37                     |
| 22   | 甘肃省兰州市               | 36                     |
| -    | 中华人民共和国国家二级标准 | 35                     |
| 23   | 辽宁省大连市               | 35                     |
| 23   | 江西省南昌市               | 35                     |
| 23   | 上海市                     | 35                     |
| 26   | 广西壮族自治区南宁市       | 33                     |
| 27   | 广东省广州市               | 30                     |
| 28   | 贵州省贵阳市               | 27                     |
| 29   | 云南省昆明市               | 26                     |
| 30   | 广东省深圳市               | 24                     |
| 30   | 福建省厦门市               | 24                     |
| 32   | 海南省海口市               | 17                     |
| -    | 中华人民共和国国家一级标准 | 15                     |
| 33   | 西藏自治区拉萨市           | 12                     |
| -    | 世界卫生组织空气质量准则值 | 10                     |
| 34   | 青海省玉树州               | 10                     |

《2019年中国生态环境公报》显示，中国大陆降水pH年均值范围为4.22（江西吉安市）～8.56（新疆库尔勒市），平均为5.58。酸雨、较重酸雨和重酸雨城市比例分别为16.8%、4.5%和0.4%。2019年，酸雨区面积约47.4万平方千米，比2018年下降0.5个百分点。酸雨主要分布在长江以南—云贵高原以东地区，主要包括浙江、上海的大部分地区、福建北部、江西中部、湖南中东部、广东中部和重庆南部。
| 城市     | 酸雨频率 |
| -------- | -------- |
| 广西桂林 | 75.50%   |
| 广东珠海 | 62.20%   |
| 浙江杭州 | 54.60%   |
| 浙江宁波 | 47.60%   |
| 上海     | 44.50%   |
| 浙江温州 | 44.40%   |
| 海南海口 | 33.50%   |
| 广东深圳 | 28.90%   |
| 江苏苏州 | 26.80%   |
| 江苏南京 | 22.00%   |
| 广东广州 | 15.40%   |
| 重庆     | 10.30%   |
| 广西南宁 | 8.13%    |
| 湖北武汉 | 4.30%    |
| 安徽合肥 | 0        |
| 福建福州 | 0        |
| 北京     | 0        |

### 水资源问题与水污染防治
中国的水资源受到水质污染和水量短缺问题的困扰。人口和经济的快速增长，以及宽松的环境监管，提高了用水需求和污染状况。政府已经作出回应，迅速兴建水利基础设施，提高监管力度，探索进一步的技术解决方案。燃煤发电站的用水需求给中国北方造成河流断流的影响。历史上发生在中国的最大波赤潮是在2008年的黄海南部，赤潮可以从太空中观测到。2010年2月9日中国政府发表的第一次污染普查报告指出农药与杀虫剂是水污染的重要来源。
2013年，英国《卫报》指，沿海污染现象造成栖息地质量下降，水华激增。中国政府2014年的数据显示，59.6%的地下水质量较差甚至极差。
2018年深化党和国家机构改革前，水資源的相關事項由幾個不同的政府部門負責：負責水污染的是國家環境保護總局；水資源本身是水利部的工作範圍；下水道由建設部負責；而地下水是由國土資源部負責。2018年改革后，水污染防治相关职责被整合划归中华人民共和国生态环境部。

### 森林保护与土地沙漠化治理
2005年，沙漠面积占总体约30%，北方的戈壁沙漠以每年约2500平方公里的速度扩张。北方辽阔的平原地区定期被黄河淹没，美国学者研究指中国工业的快速发展、过度放牧和耕地的扩张会导致面积的增长。
2006年，美国学者研究指，沙漠化依然是严重的问题，退化土地面积远超耕地面积。尽管部分地区的沙漠化得到遏制，但其态势仍在不断扩大，约67000平方公里的土地正在沙漠化。90%的沙漠化发生在西部 ，2001年，政府发起“三北防护林”项目。该项目旨在建立一个4500公里长的绿化带抵挡沙漠的侵蚀。工程第一阶段是回复3.6万平方公里的森林，于2010年完成，费用估计约800万美元。中国政府认为，到2050年，大部分沙漠将恢复成森林。该项目可能历史上最大的生态工程。但亦有人指出了其他成效显著的办法。
2009年，中国的森林覆盖率有20%，但全国范围内拥有一些世界最广阔的林地，使得保护森林成为工作重点。2001年，联合国环境署（UNED）将中国列入“封山育林”名单，即有未开发的古老森林或自然再生长的树林，属15个国家之最。封闭森林占中国国土面积12%，超过1.11亿公顷。然而，环境署估计，中国的封闭森林中有36%正面临着人口密度过高的压力，环保工作尤为重要。2011年，国际保护组织将四川省西南部的森林，视为世界十大最受威胁的森林地区之一。
据中国政府网站数据，中央人民政府1998年至2001年间在植被保护、农业补贴、退耕还林方面投入超过400亿元。1999年至2002年，770万公顷的农田改为森林。为此，中国政府不断加大可持续发展和和谐生态建设的投入力度，对一些高污染和高排放行业进行整治，继续绿化和还林还草建设。
中国沙漠化得到了遏制。例如内蒙古库布齐沙漠的防沙与绿化治理荣获联合国“环境与发展奖”。中国的森林面积增长速度世界第一，森林覆盖率逐年增长。中国森林覆盖率在2012年达到了20.36%。中国还是世界上唯一个在防治荒漠化事业中做到‘人进沙退’的国家。联合国前副秘书长、里约＋20峰会秘书长沙祖康称中国提前完成了联合国为2030年实现土地退化零增长的目标中国正在建设长江、珠江流域防护林体系建设、太行山绿化、平原绿化三期工程。。

### 土壤污染与耕地保护
《2014年全国土壤污染状况调查公报》显示，全国土壤总超标率16.1%，耕地土壤点位超标率19.4%。美国之音批评，化学肥料的过量使用已经导致土壤严重酸化。中国农业土壤40%遭侵蚀，如不改善，会让中国发生粮食危机。导致农业土壤质量退化的主要原因是氮肥使用过度，其余原因包括工业污染，重型机械杀伤。
2013年，广州市食品药品监管局网站公布了第一季度餐饮食品抽验结果，结果显示44.4%的大米及米制品抽检产品发现镉超标。当时有农业局官员表示，其“并不是毒大米，吃一两年没问题”。2020年4月云南昭通市镇雄县销毁一批来自湖南益阳的重金属超标大米。

### 放射性污染
根据中国广核集团專家説法，中国的核项目均处在良好状态并受到严格的管理并可以承受撞击、爆炸等极端情况，出现核泄漏的可能性较低。内蒙古包头钢铁公司尾矿坝矿浆中含大量放射性金属钍，因尾矿坝水泄漏，每年雨季时，洪水席卷着从尾矿坝渗出的水直排黄河。与美国、加拿大和澳大利亚等铀矿生产大国相比，中国的铀矿矿体小、分布广，且废物量大，很多铀矿冶企业位于人口稠密区，常常未设立明显的隔离带，存在更大的潜在风险。中国平均每年发生放射源事故30余起。在放射源丢失事件中，很多放射源都和其他废旧钢铁进行了熔炼。厂矿企业是放射源发生丢失的主要地点。2003年至2009年，山东、陕西、山西、云南、广东、湖北、四川等地均发生了水泥厂放射源丢失事件。

### 气候变化与减排
工业化引发各种形式的污染带来了广泛的环境和健康问题。2011年，荆楚网指，中国化工企业存在着致命弱点：其一，法律存在“管涌”，不但会造成化工企业的责任心差，企业难免会设法降低成本，钻政策法规的空子，而且公众的切身利益很难保证；其二，国内很多限制条目，没有标准，或标准宽泛，构成诸多潜在隐患；其三，监管检测体系，既不够完善，也不给力。
对此，政府加大环保法规的修改力度，兴建了许多积聚污染物的基础处理设施，为环境改善该来变量。中国工业废水排放量从1988年的峰值268亿吨，下降到2000年的194亿吨，2005年后稳定在240亿吨；工业废水排放达标率从1981年的29.4%上升至2008年的92.4%。2008年度，中国工业废气排放量为403866亿标立方米，工业烟尘排放量为671万吨，工业固体废物产生量为19亿吨。中国承诺2020年单位GDP温室气体排放比2005年下降40%-45%，2005至2010年，中国单位国内生产总值能耗下降19.1%，节能6.3亿吨标准煤，相当于减少二氧化碳排放约15亿吨。中国在联合国气候变化大会上表示愿意有条件接受2020年后的量化减排协议。
2007年的一篇文章显示，1980年到2000年间，能源效益大大提升。然而在1997年，由于经济衰退的困扰，税收政策和国家财政被引进快速工业化。该政策造成重化工业能源效益非常低。中国的钢铁厂每吨钢所有能源，超过国际平均水平五分之一以上。水泥需要45%的能源，乙烯需要70%的能源，两项均超过平均水平。中国建筑很少有保温的功用，使用两倍多的能量用于加热和冷却，跟欧洲和美国的做法相似。95%的新型建筑不符合中国自身的能源效益法规。
2011年，世界资源研究所一项协助项目的报告指出，十一五规划为应对能耗强度的恶化，设置了能耗强度提升20%的目标。报告指出，该目标有可能达到或接近实现。十二五规划设定了能耗强度提升16%的目标。

## 环境政策

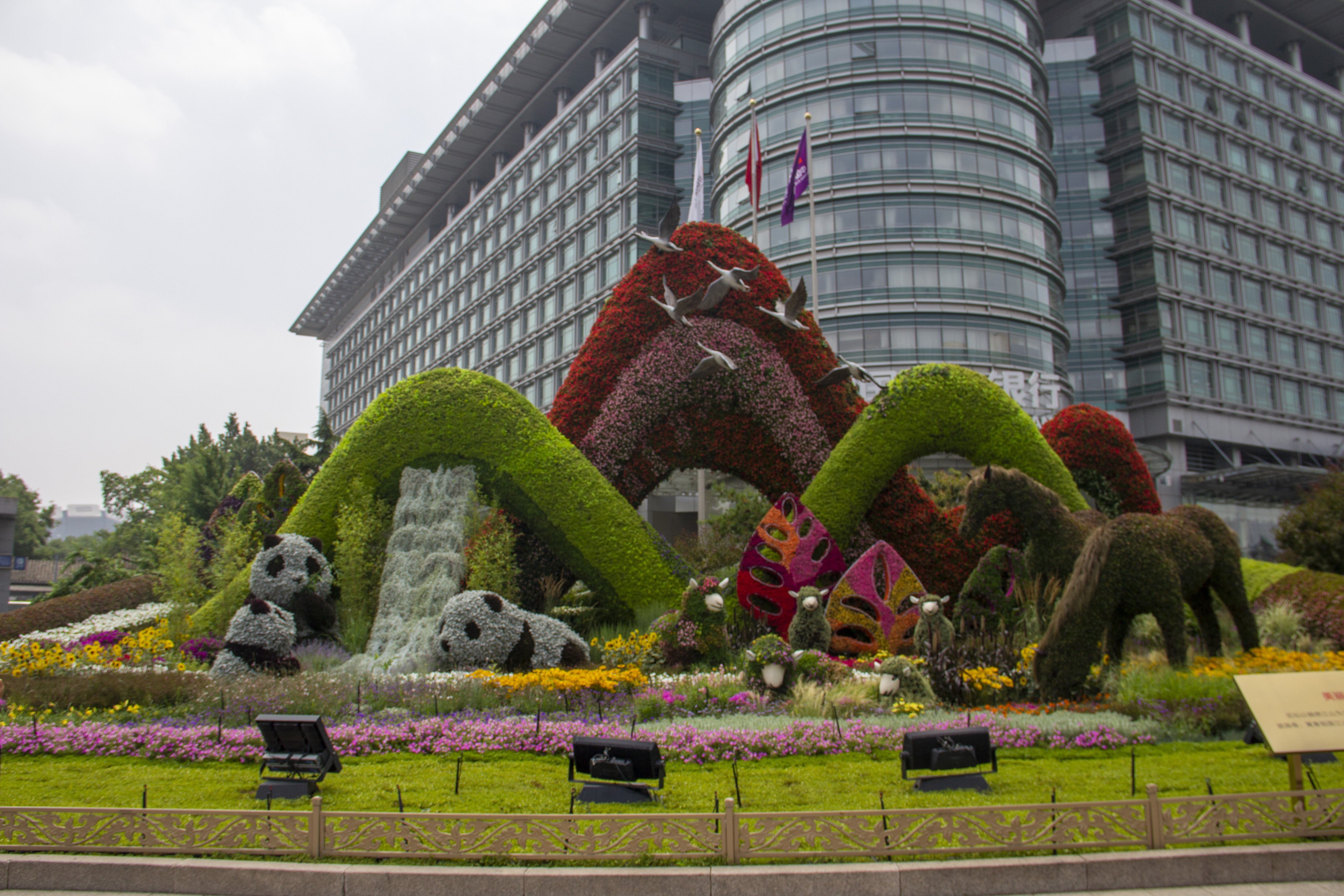
建党百年之际，北京西单立体花坛“美丽中国”。

1989年，全国人民代表大会常务委员会颁布了《中华人民共和国环境保护法》（之前还颁布了《野生动物保护法》，后有修正）。1998年中国水灾发生后，国务院于1998年8月5日发出了《关于保护森林资源、制止毁林开垦和乱占林地的通知》，国务院总理朱镕基要求各地“切实做好退耕还林工作”。2006年，国家环保总局指出2004年污染损失达到GDP的3%
；另有估計認為環境損失達到GDP的5-10%
。2007年，中国国家统计局局长谢伏瞻表示，政府不会再公布绿色GDP数据。美国《华尔街日报》称，有关中国经济增长环境成本估算数据，有碍地方官员的政绩考核及形象，而备受争议和过于敏感，一直受到地方政府官员的抵制。
2007年，中国共产党第十七次全国代表大会召开，中共中央总书记胡锦涛在其报告“全面建设小康社会奋斗目标”的新要求中，首次明确提出了建设“生态文明”的目标。保护环境长期被中国政府列为一项“基本国策”，可持续发展立为一项国家战略。但是，2007年国务院总理温家宝发表政府工作报告之后，污染行业继续可以获得廉价土地、水、电力、石油和银行贷款。而以市场为导向的措施，例如对石油和煤征收附加税，依然不在政府的考虑范围内，尽管它们已被其他国家成功证明。腐败的严重影响则是有效执行环保政策的另一大阻碍，地方当局无视命令并削弱中央决定的效力。作为对环境状况持续恶化的回应，中共中央总书记胡锦涛开始实施“绿色GDP”工程，调整国内生产总值以补偿对环境的负面影响；但由于数据相左该政策在2007年春天失去了官方影响。该项目的首席研究员声称省级领导终止了该程序。
2008年6月1日，中国实行所有商品零售场实行塑料购物袋有偿使用制度，禁止免费提供塑料购物袋。中国从十一五规划期间开始大力实施节能减排工作，部分地区陆续整顿关停了一批污染严重的企业和单位，取得了一定效果。奥运会期间，北京市还创造性的对市区机动车进行单双号限行，以减少尾气对大气环境的污染，从而保证了奥运期间的大气质量。奥运会后，北京将单双号限行措施改为按牌照尾号每周限行一天。
伴随着经济的发展，保护环境日益得到政府的重视，“保护环境”被定为一项基本国策，涉及环保的政府投入也逐年增加，但环保形势仍然严峻。2013年，美国《纽约时报》批评，尽管中国推广了清洁能源技术，但依旧没能达到许多环境目标。2014年，美国进步中心批评，改革开放后，快速的工业化和缺失的环境监管加剧了环境问题。美国进步中心指，中国的环境政策类似于1970年之前的美国，即中央政府颁布相当严格的法规，但实际监管和执行很大程度上由地方政府负责，而地方政府更关心经济的增长。美国进步中心认为，中国政府已经承认问题并开始作出各种回应，虽然有些改进，但仍然不足。2014年，中国环境学者马军认为，目前大气污染信息公开相对最好，水体污染次之，土壤污染最不透明。《全国土壤污染状况调查公报》公布之前，环境保护部以国家机密为由拒绝了所有披露调查数据和方法的请求。
2006年，时任国务院总理温家宝表示，“我们多次强调，中国绝不能走‘先污染后治理’的老路，要给子孙后代留一片青山绿水”。2014年，全国人民代表大会通过新环境保护法以帮助治理污染恢复被破坏的环境。中华人民共和国的国土规划形式包括城镇体系规划、城乡规划等，同时针对国土设计了主体功能区，将国土划分为优化开发、重点开发、限制开发和禁止开发等四类主体功能区。
2017年1月，環境保護部在北京召開全國環境保護工作會議，國務院總理李克強對環境保護工作作出批示：「要著力推動大氣、水、土壤環境不斷改善，尤其是對社會反映強烈的長時間、大範圍霧霾問題，要科學深入開展成因、成份等分析，借鑒各方經驗，採取更有力度和針對性的措施，力爭取得更明顯的治理成效」。
2017年10月18日，中共十九大报告指出“坚持人与自然和谐共生，必须树立和践行绿水青山就是金山银山的理念”，同时必须注重可持续发展。

## 公众关注与行动
美国非盈利机构“中外对话”的数据显示，2002年以来，环保部门受理的针对环境保护问题的投诉每年增加30%，2004年达到600,000件，而有關環境問題的群眾示威亦每年上升29%。另外，据中国公众环境研究中心主任马军2007年的一篇署名文章，自那时起环境问题造成的大规模抗议活动每年增长29%。公众对环境问题的日益重视使得中华人民共和国政府不得不显示出提高对环境问题和创造可持续发展的关注程度。例如，中国国务院总理温家宝在2007年的政府工作报告中48次提到“环境”、“污染”和“环境保护”。
2012年，美国《纽约时报》指，破坏环境行为导致了中国公民行动的增加，一位退休官员指出2012年中国爆发了超过50,000起与环保相关的抗议事件。

## 國際合作
中國積極參與有關氣候變化的對話以及其他多邊環境談判，亦表示認真面對環境問題的挑戰，又推動發達國家加大協助發展中國家的力度。
中國簽署了管制運送與棄置有毒廢料的《巴塞爾公約》、《蒙特婁議定書》以及《瀕臨絕種野生動植物國際貿易公約》等。中國也簽署了《京都議定書》。
2014年，美国进步中心批评，由于中国不民主，使非政府组织进行环境保护的力量受限。